# Alphacrambus cristatus
Alphacrambus cristatus är en fjärilsart som beskrevs av Bassi 1995. Alphacrambus cristatus ingår i släktet Alphacrambus och familjen mott. Inga underarter finns listade i Catalogue of Life.